# Diamanter varer evigt
Diamanter varer evigt (originaltitel Diamonds Are Forever) er en britisk actionfilm fra 1971. Filmen er den syvende i EON Productions serie om den hemmelige agent James Bond, der blev skabt af Ian Fleming. Den er baseret på Flemings roman Diamonds Are Forever fra 1956 men følger kun i begrænset omfang bogen, idet blandt andet hovedskurken er skiftet ud. 
Til gengæld er Sean Connery tilbage som Bond. Producenterne havde ellers tænkt sig at benytte amerikanske John Gavin, men de ombestemte sig. For at få Connery med måtte de dog betale ham det dengang svimlende beløb af 1,25 mio. dollars. Connery donerede hele beløbet til Scottish International Educational Trust (en uddannelsesfond for skotske studenter). Connery fik desuden støtte til at lave to andre film efter hans valg.
Ikke med i filmen, men kraftigt inspirerende, var Albert R. Broccolis ven, industrimanden Howard Hughes. Broccoli havde drømt, at han så Hughes bagfra, men da han vendte sig viste det sig at være en anden. Denne ide blev brugt i filmen, idet terrorlederen Blofeld overtager industrimanden Willard Whytes plads. En række scener i Las Vegas blev desuden optaget i Hughes' hoteller, ligesom Jimmy Dean, der spillede Willard Whyte, var en af Hughes' ansatte.

## Plot
Diamanter smugles ud af Sydafrika men dukker ikke op igen. Bond følger sporene først til Amsterdam og siden til Los Angeles. Parallelt hermed myrdes flere diamantsmuglere. Hjernen bag det hele viser sig at være Bonds gamle fjende Blofeld, der har nye dødelige planer.

## Medvirkende
- Sean Connery – James Bond
- Charles Gray – Ernst Stavro Blofeld
- Jill St. John – Tiffany Case
- Lana Wood – Plenty O'Toole
- Jimmy Dean – Willard Whyte
- Norman Burton – Felix Leiter
- Putter Smith – Mr. Kidd
- Bruce Glover – Mr. Wint
- Bruce Cabot – Saxby
- Joseph Furst – Dr. Metz
- Bernard Lee – M
- Desmond Llewelyn – Q
- Lois Maxwell – Miss Moneypenny
- Lola Larson – Bambi
- Trina Parks -Thumper

Sidstnævnte rollenavn kræver måske lige en forklaring. Thumper er den engelske navn for kaninen Stampe i Disneys tegnefilm Bambi.

## Citater
Smugling kan være en livsfarlig beskæftigelse. Eller som Mr. Kidd og Mr. Wint meget rammende omtaler en betydelig del af filmens tema:
Mr. Kidd: Curious...
Mr. Wint: ...how everyone who touches those diamonds seems to... die.
(Pudsigt... - som om alle der rører de diamanter ser ud til at... dø.)
Og diamantsmugleres død er netop et karakteristika for de to herrer. Et andet karakteristika er deres små ordvekslinger i den forbindelse, hvor de hyppigt nævner hinanden ved efternavn. Som for eksempel da de – endnu en gang – skal til at gøre det af med Bond:
Mr. Wint: If at first you don't succeed Mr. Kidd...?
Mr. Kidd: Try, try again, Mr. Wint.
(Hvis det ikke lykkes for dig første gang hr. Kidd…? - Prøv og prøv igen, hr. Wint.)
Hvad er Blofelds mål? Det udtaler han sig selv om:
The satellite is at present over... Kansas. Well, if we destroy Kansas the world may not hear about it for years. Perhaps New York, with all that smut and traffic... might give them a chance for a fresh start. Washington, DC. Perfect. Since we have not heard from them, *they* will hear from us.
(Satellitten er i øjeblikket over... Kansas. Nå ja, hvis vi ødelægger Kansas, vil verden måske ikke høre om det før flere år. Måske New York, med al det snavs og trafik... kunne give dem en chance for at starte på en frisk. Washington, DC. Perfekt. Eftersom vi ikke har hørt fra dem, så vil de høre fra os.)

## Hjælpemidler
- Lommefælde – Som en anden musefælde båret af Bond indenfor jakken. En SPECTRE-agent får fingrene frygtelig i klemme i den, da han vil fjerne Bonds pistol.[6]
- Falske fingeraftryk – Latexfingeraftryk brugt af Bond, da han udgiver sig for at være Peter Franks.[6]
- Stemmesimulator – Maskine tilknyttet en telefon så det lyder som om en anden taler. Blofeld bruger en til at udgive sig for Willard Whyte, mens Bond bruger en anden til at udgive sig for Saxby.[6]
- Harpunpistol – Pistol der udsendte en klatreline. Kunne bruges både til at klatre på bygninger og dræbe folk med.[6]

## Lokaliteter i filmen
- Japan
- Cairo
- London
- Sydafrika
- Amsterdam
- Los Angeles
- Las Vegas
- Baja California, Mexico

## Optagesteder
- Pinewood Studios, London
- Universal City Studios, Los Angeles
- Tyskland
- Nederland
- Frankrig
- Las Vegas, Los Angeles, Palm Springs og Oceanside, USA
- Dover og Southampton, Storbritannien